# Bulbophyllum manarae
Bulbophyllum manarae là một loài phong lan thuộc chi Bulbophyllum.